# Sœurs nazaréennes de la Passion
Les Sœurs nazaréennes de la Passion sont une société de vie apostolique féminine de droit diocésain.

## Histoire
La société est fondée le 21 novembre 1865 à Turin par Marc-Antoine Durando, prêtre lazariste avec l'aide de Louise Borgiotti. En effet, plusieurs filles sous la direction spirituelle de Durando lui exprime leur désir d'embrasser la vie religieuse, mais selon les lois canoniques de l'époque, leur naissance hors mariage les empêchent d'entrer en religion. Durando les réunit en association privée et séculière sous le nom de Filles de la Passion de Jésus de Nazareth et les confie à la direction de Louise Borgiotti. Il leur donne pour but spécifique d'aider les malades à domicile et une spiritualité fondée sur la dévotion à la Passion de Jésus.
En 1901, la compagnie est affiliée aux Filles de la charité de Saint-Vincent-de-Paul avec un supérieur qui est toujours un prêtre de la mission de la province de Turin. En 1964, elles changent leur nom pour celui de Sœurs Nazaréennes. En 1967, les quatre premières sœurs débarquent à Toamasina sur l'île de Madagascar.

## Activités et diffusion
Les Nazaréennes se consacrent à la prise en charge des malades.
Elles sont présentes en Italie et à Madagascar.
La maison-mère est à Turin. 
En 2011, elles sont 124 dans 18 maisons.